# Muzeum Izraelskich Sił Powietrznych

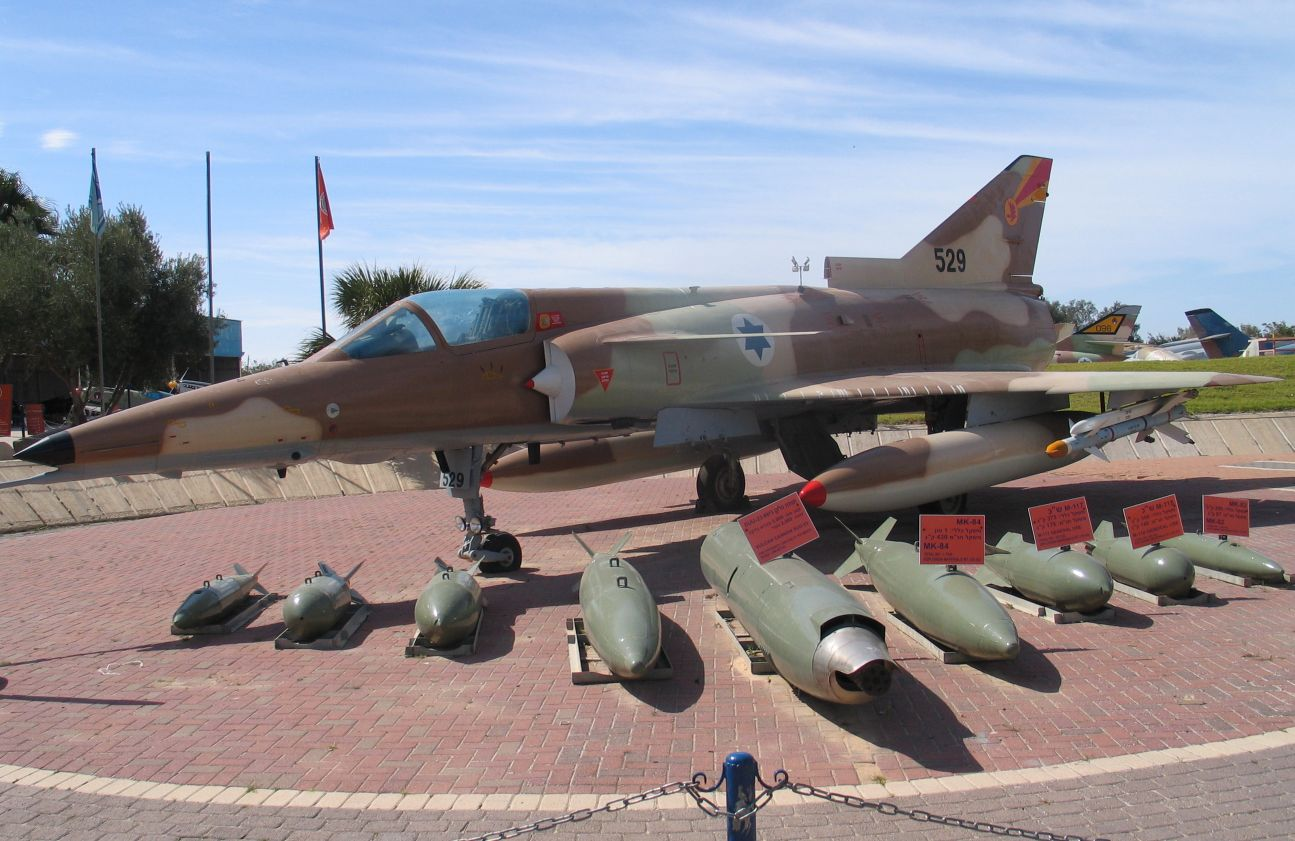
IAI Kfir w muzeum

Muzeum Izraelskich Sił Powietrznych (ang. Israeli Air Force Museum, he. מוזיאון חיל האוויר) to muzeum wojskowe, zlokalizowane w bazie lotniczej Chacerim przy kibucu Chacerim, w odległości 10 km na zachód od miasta Beer Szewa w Izraelu.

## Historia
Muzeum zostało założone w roku 1977, dostępne dla zwiedzających jest od roku 1991. Oprócz samolotów na ekspozycji znajduje się uzbrojenie przeciwlotnicze i radiolokacyjne, a także pojazdy związane z obsługą lotnisk.